# Cynoglossidae

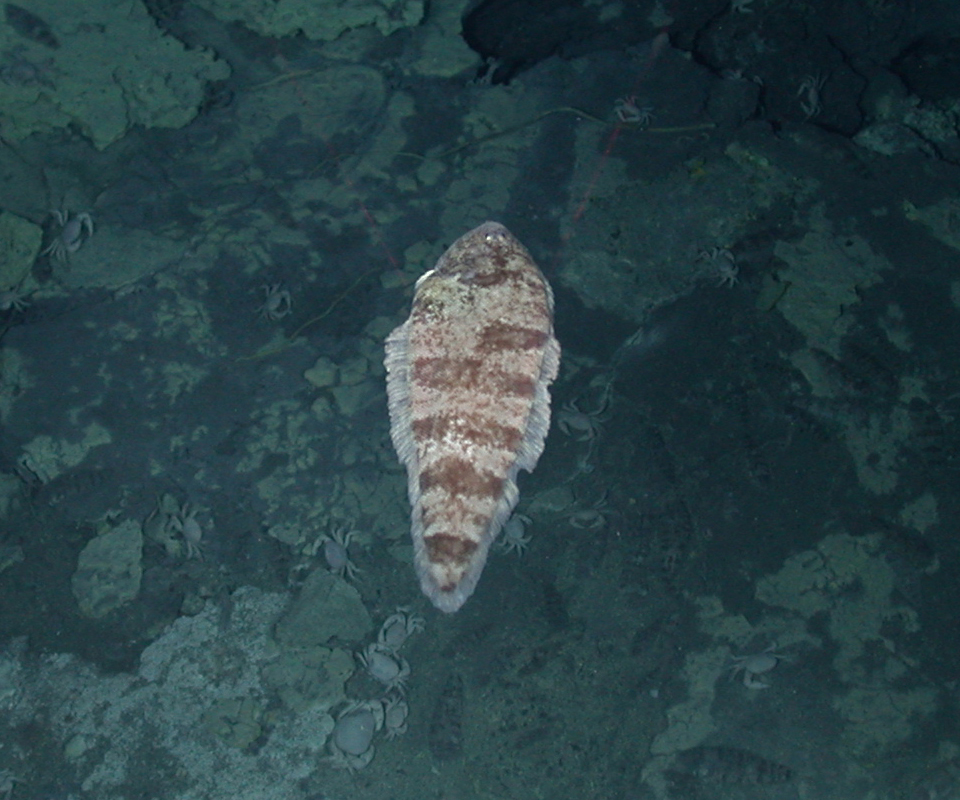
Aspecto en estado natural de una lengua (Cynoglossidae sp).

Las lenguas son la familia Cynoglossidae de peces incluida en el orden Pleuronectiformes, distribuidos por áreas tropicales y subtropicales marinas entre 40° de latitud norte a 40° de latitud sur, así como en estuarios e incluso hay cinco especies de río. Su nombre procede del griego: kyon (perro) + glossa (lengua), por su aspecto.
Aparecen por primera vez en el registro fósil en el Eoceno, durante el Terciario inferior.
Muchas de las especies se pescan con cierta importancia comercial.

## Morfología
Tienen ambos ojos en el lado izquierdo de la cabeza, los cuales son característicamente de esta familia muy pequeños y con poco espacio interorbital, por lo que los vemos casi juntos. También en la cabeza tienen una boca muy asimétrica y el margen del preopérculo está recubierto de una piel que lo tapa.
Muy característico también de esta familia son las aletas, pues la aleta caudal termina en punta y es confluente con las aletas dorsal y anal, formando todas un reborde continuo alrededor de todo el cuerpo del animal, lo que unido a que no tiene desarrolladas ni aletas pectorales ni aletas pélvicas le da ese aspecto que justifica el nombre común que reciben estos peces.
Pueden alcanzar hasta 48 cm de longitud máxima, aunque usualmente están por debajo de los 30 cm.

## Géneros
Existen unas 140 especies agrupadas en sólo 3 géneros:
- Subfamilia Cynoglossinae: habitan en aguas litorales superficiales, estuarios o ríos.[1]
  - Género Cynoglossus (Hamilton 1822)
  - Género Paraplagusia (Bleeker 1865)

- Subfamilia Symphurinae: habitan en aguas marinas profundas, entre 300 y 1900 m.[1]
  - Género Symphurus (Rafinesque 1810)

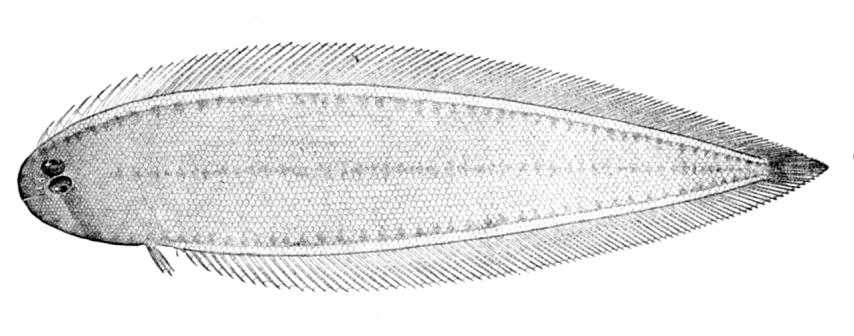
Lengua de mulata (Symphurus nebulosus) (costa atlántica de toda América)
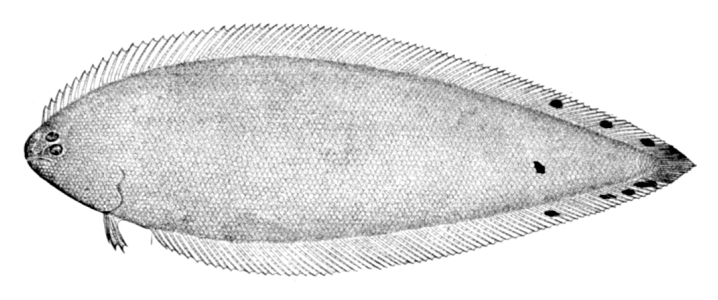
Lengua filonegro (Symphurus diomedeanus) (mar Caribe)
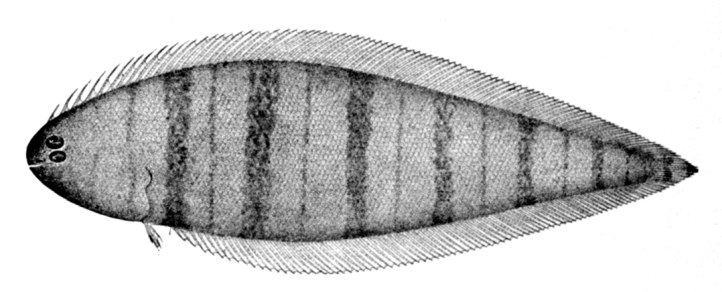
Symphurus pusillus (Norteamérica)
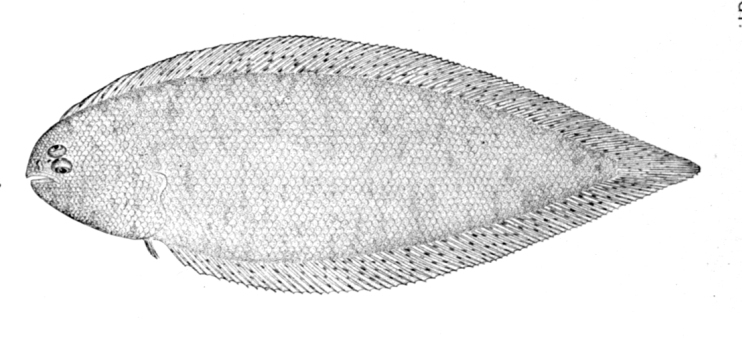
Lengua perezosa (Symphurus piger) (costa atlántica de toda América)